# Sogona anahua
Sogona anahua är en mångfotingart som beskrevs av Chamberlin 1943. Sogona anahua ingår i släktet Sogona och familjen storjordkrypare. Inga underarter finns listade i Catalogue of Life.